# Bombový útok na Bostonský maraton
Bombový útok na Bostonský maraton se stal 15. dubna 2013. Okolo 14:45 lokálního času (20:45 SELČ) cca 12 sekund po sobě odpálili islámští teroristé v cíli maratonu dvě bomby vyrobené z tlakových hrnců naplněných hřebíky a kuličkami z ložisek. Událost se odehrála v ulici Boylston Street, nedaleko náměstí Copley Square. Zemřeli tři lidé a 264 bylo zraněno. Jako pachatelé byli označeni bratři Džochar a Tamerlan Carnajevovi, legální muslimští přistěhovalci ze severního Kavkazu, kteří v USA žili od roku 2001.

## Oběti

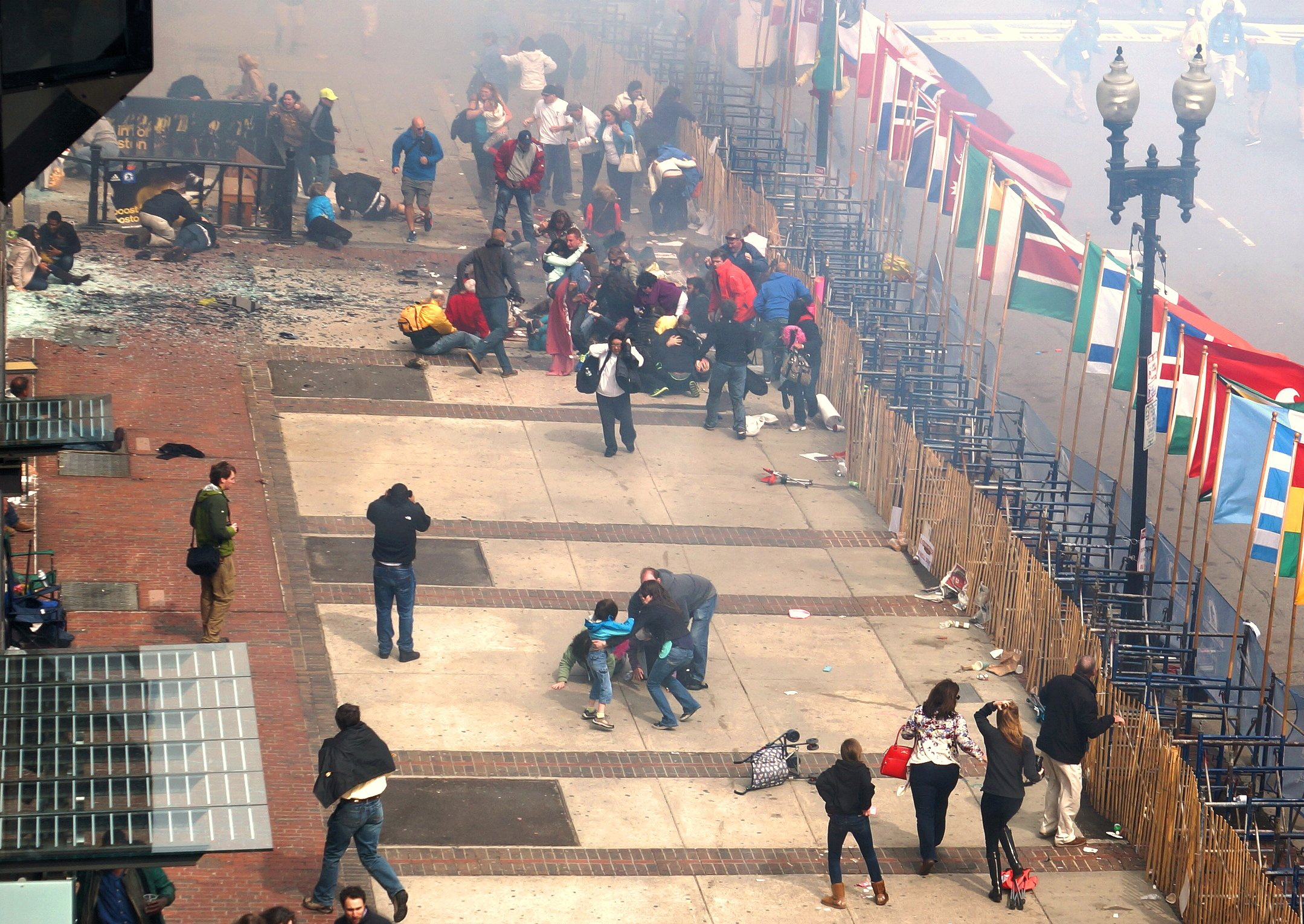
Situace bezprostředně po prvním výbuchu

Tři oběti podlehly svým zraněním: osmiletý Martin Richard, jehož matka Denise Richardová utrpěla poranění mozku a šestiletá sestra přišla o nohu, 29letá Krystle M. Campbellová, vedoucí restaurace z Medfordu a Lu Ling-c' (Lu Lingzi), 23letá postgraduální studentka na univerzitě v Bostonu z čínské Šanghaje. Minimálně 14 lidí přišlo o končetiny. Bomby byly sestrojeny z tlakových hrnců, které byly naplněny prachem ze zábavní pyrotechniky. Takový typ bomby není příliš účinný, neboť produkuje relativně slabou tlakovou vlnu a malý počet velikých fragmentů. Pro srovnání lze uvést 20 kg TNT s 50% úmrtností na cca 4 m a 99% úmrtností na cca 3,5 m na tlakovou vlnu v hustém davu, což znamená asi 50 obětí.
Dne 18. dubna byl podezřelými zastřelen na kampusu MIT policista Sean Collier.

### Památník obětem útoku
Na místě úmrtí obětí z Boylston Street byl v srpnu 2019 dokončen památník od sochaře Pabla Eduarda sestávající ze třech 120–180 cm vysokých kamenných sloupů, dvou spojených a jednoho stojícího o samotě. Původ sloupů je pevně spjat s každou z obětí: sloup věnovaný Martinu Richardovi pochází z jeho rodné čtvrti Dorchester, k němu připojený sloup pro Lu Ling-c' byl věnován Bostonskou univerzitou a materiál pro třetí sloup upomínající Krystle Campbellovou pochází z ostrova Spectacle Island v bostonském zálivu. Kolem sloupů stojí okrasné lampy z bronzu a skla vysoké 5 až 6 metrů.

## Útočníci
Dne 18. dubna byl v Bostonu konán tiskový brífink, kde vystoupil Richard DesLauriers, speciální agent z bostonské divize FBI pověřený případem, který řekl: „Po velmi detailním rozboru videa, audia a dalších důkazů, vypouštíme fotografie těchto dvou podezřelých. … Aby bylo jasno, tyto obrázky budou těmi jedinými, a zdůrazňuji, těmi jedinými, které by veřejnost měla zhlédnout, aby nám mohla být nápomocna. Jiné fotografie by neměly být považovány za věrohodné.“ Souběžně s tím další agenti zveřejnili fotografie dvou podezřelých, kteří byli ještě týž den identifikováni jako Tamerlan a Džochar Carnajevovi.
Carnajevovi byli etničtí Čečenci, muslimové žijící v USA legálně od roku 2001, mladší Džochar získal americké občanství. Tamerlan byl bývalý boxer, byl ženatý a měl dítě, Džochar studoval vysokou školu. Tamerlan se radikalizoval asi pět let před teroristickým útokem. Kvůli islámu přestal boxovat, ačkoli se chtěl jednu dobu dokonce stát olympijským reprezentantem USA.
Tamerlan a Džochar přišli hned v den, kdy byly jejich fotografie zveřejněny, v rezidenční čtvrti Watertownu do potyčky s policií, která rychle vyústila v přestřelku. Džocharovi se podařilo utéci, Tamerlan byl zabit (okolnosti jeho úmrtí se rozcházejí – podle ozbrojených složek při přestřelce, podle médií v nemocnici, podle některých svědků do něj vjelo ozbrojené SUV). Džochar byl nakonec dopaden policií 19. dubna několik ulic od místa přestřelky, kde se skrýval v menší lodi. Utrpěl zranění, krvácel a byl ve vážném stavu dopraven do nemocnice. Následné zprávy z médií informovaly jednak o tom, že nebyl ozbrojen a též, že se k útoku přiznal.

## Omyly amerických občanů o původu teroristů
Někteří občané Spojených států amerických zaměnili původ dvou teroristů, když se domnívali, že pocházejí z České republiky namísto z Čečenska. V internetových diskuzích tak někteří Američané neznali skutečný název jimi kritizovaného státu.